# Metoligotoma ingens
Metoligotoma ingens is een insectensoort uit de familie Australembiidae, die tot de orde webspinners (Embioptera) behoort. De soort komt voor in Australië.
Metoligotoma ingens is voor het eerst wetenschappelijk beschreven door Davis in 1936.